# 山上宗治
山上 宗治（やまがみ そうじ、1895年〈明治28年〉2月2日 - 1965年〈昭和40年〉5月13日）は、大日本帝国陸軍の法務高等官二等であり法務少将である。二・二六事件、ノモンハン事件の裁判官。岡山県出身。

## 経歴

### 生い立ち
1895年（明治28年）に岡山県に生れる。地元に近い旧制岡山県立高梁中学（現：岡山県立高梁高等学校）を1913年（大正2年）に卒業し、1915年（大正4年）旧制第六高等学校へ進学。同期には、東京帝国大学教授になる宇野弘蔵、関西大学教授になる高木益郎などがいた。1918年（大正7年）同校を卒業し、同年、郷里の同期である高木益郎と共に、京都帝国大学法学部へ進学する。京大を1921年（大正10年）に卒業した。

### 陸軍省へ入省
1922年（大正11年）4月1日に、陸軍法務官に任命され、高等官七等となる。その後、第三師団軍法会議の法務官となり、1942年（昭和17年）4月1日には、 陸軍法務大佐となった。同年6月には、第1航空軍法務部長、翌年、1943年10月には、第2方面軍法務部長を歴任し、遂に1945年（昭和20年）3月1日 、50歳のときに陸軍法務少将へ就任した。
しかしながら、日本軍の第二次世界大戦末期における情勢は芳しく無く、1945年（昭和20年）6月10日には、東部軍管区司令部附となり、同年7月12日、中部軍管区法務部長・第15方面軍法務部長と日本各地を転々とするが、遂に同年8月15日、日本は終戦を迎える。戦後は、1945年12月に設置された、第一復員省の高等裁判所法務官をつとめ、1946年まで勤務した。
1965年（昭和40年）5月13日、死去。享年70歳。